# جبل هكر
جبل هكر يقع في عزلة الجبوب، بمحافظة ريمة بمديرية كسمة وهو جبل مرتفع يشرف على وادي رماع، بلغ ارتفاع طوله بحوالي 2000 مترا تقريبا وتوجد في قمته قلعه حربية حصينة لكن لا يعرف تاريخ بنائها بالتحديد، غير أنه من المرجح أنها ترجع إلى الفترة الأولى لحكم العثمانيين اليمن، ويتم الوصول إليها عبر طريق مرصوفة بالأحجار في الجهة الغربية للجبل، وفي القمة توجد العديد من الخرائب، ومن أهم آثار هذه القلعة صهريجان كبيران كانا يستخدمان لحفظ مياه الأمطار، ويتميزان بحجمهما الكبير وجدرانهما المغطاة بطبقة من القضاض لمنع تسرب مياههما إلى الصخور المجاورة.